# Zoïa (film)
Pour le roman, voir Zoya.
Pour plus de détails, voir Fiche technique et Distribution.
Zoïa (Зоя) est un film soviétique réalisé par Leo Arnchtam, sorti en 1944.

## Synopsis
L'histoire de Zoïa Kosmodemianskaïa, morte pendue par les Allemands à l'âge de 18 ans pendant la Grande Guerre patriotique.

## Fiche technique
- Titre : Zoïa[1]
- Titre original : Зоя
- Réalisation : Leo Arnchtam
- Scénario : Leo Arnchtam et Boris Chirskov
- Musique : Dmitri Chostakovitch
- Photographie : Alexandre Chelenkov et Yu-lan Chen
- Société de production : Soyuzdetfilm
- Société de distribution : Artkino Pictures (États-Unis)
- Pays :  Union soviétique
- Genre : Drame, guerre et biopic
- Durée : 95 minutes
- Dates de sortie : 
  - Union soviétique : 22 novembre 1944
  - France : 5 octobre 1946

## Distribution

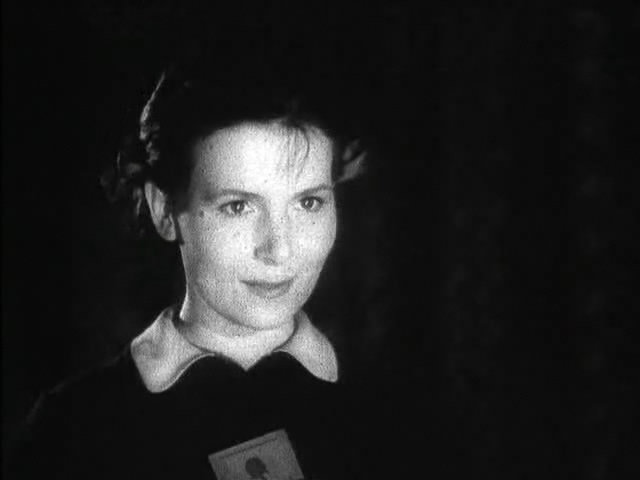
Galina Vodyanitskaya dans le rôle de Zoya.

- Galina Vodyanitskaya : Zoïa Kosmodemianskaïa
- Yekaterina Skvortsova : Zoïa enfant
- Xenia Tarassova : la mère de Zoïa
- Nikolaï Ryjov : le père de Zoïa
- Alexandre Kouznetsov : Boris Fomine
- Rostislav Pliatt : un soldat allemand
- Maria Vinogradova : Vinogradova, camarade de classe de Zoya (non créditée)

## Distinctions
Le film a été présenté en sélection officielle en compétition au Festival de Cannes 1946.